# 劇場 (台灣雜誌)
《劇場》，是臺灣表演藝術雜誌，為季刊，1965年在台北創刊，共出版九期，1968年停刊。
在台灣戒嚴時期，由于書籍、刊物或是藝術創作作品皆須經過政府的審查制度的原因，藝文創作受到意識形態的控制，但《劇場》季刊率先将歐美現代主義影劇思潮引進入臺灣，在雜誌中翻譯討論如法國新浪潮的電影以及劇本創作，如電影劇本《廣島之戀》、《甜美生活》、《去年在馬倫巴》等，以及與戲劇劇本相關的劇作家討論，如萨缪尔·贝克特、欧仁·尤内斯库、哈罗德·品特。

## 創辦人員
創辦初期由當時國立藝專校友莊靈、邱剛健、李至善、崔德林、陳清風作為先鋒創辦《劇場》雜誌，並吸引徐尹秋、郭中興、張健、方莘、李南衡、黃華成等眾多志同道合的藝文友人加入，而像是撰寫小說的陳映真、劉大任、王禎和，以及創作詩詞的方莘，攝影界的張照堂等人也都參與了《劇場》雜誌的編輯與創作之中。

## 封面設計
雜誌封面由畢業於省立師範大學藝術系的黃華成所設計，逐步奠定雜誌的風格走向。雜誌名稱「劇場」兩字，原本是方正的中文鉛字，擅長字體設計的黃華成，為符合雜誌的實驗和新潮性格，將之轉化成活潑的圖像符號，如同演員般在封面上自由跳動，富含「現代感」的設計美學。

## 影響
《劇場》雜誌影響六零年代後的台灣藝文發展，不僅是在電影、劇場藝術中，而是為台灣開拓現代主義的發展空間，有更多元的角度以及視野，提供更大創作空間的想像，可謂是台灣藝文思潮中的重要推手。